# موتور موسی سباهي
موتور موسی سباهي (بالإنجليزية: Mowtowr-e Musa Spahi)‏ هي منطقة سكنية تقع في سيستان وبلوتشستان في إيران.